# Calvert Jones
Calvert Richard Jones (4 dicembre 1804 – Bath, 7 novembre 1877) è stato un matematico, pittore e fotografo gallese conosciuto soprattutto per i suoi paesaggi marini.

## Biografia
Jones apparteneva a una ricca famiglia di Swansea. Ha studiato ad Eton e all'Oriel College di Oxford ed è stato rettore di Loughor. Era amico sia di John Dillwyn Llewelyn che di Christopher Rice Mansel Talbot, e quindi si muoveva negli stessi circoli di Henry Fox Talbot. Jones è accreditato di aver scattato la prima fotografia in Galles, un dagherrotipo del castello di Margam, nel 1841, ma non si dedicò alla fotografia come occupazione regolare. Durante gli anni 1840 e 1850, tuttavia, scattò molte fotografie della zona di Swansea e viaggiò con la sua macchina fotografica in Francia, Italia e Malta. Utilizzò anche la tecnica della calotipia. Ha anche sviluppato la propria tecnica per scattare fotografie panoramiche sovrapponendo le immagini.

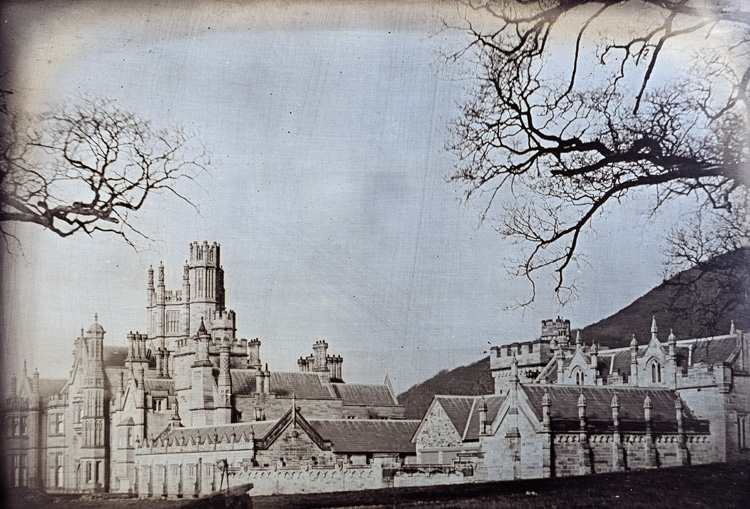
Il dagherrotipo di Jones di Margam Castle

Nel 1847 ereditò la tenuta Heathfield a Swansea, tuttora esistente, che sviluppò e che chiamò Mansel Street in onore di suo fratello. Nel 1853 andò a vivere a Bruxelles, per poi tornare in Gran Bretagna e stabilirsi a Bath. Morì a Bath, ma fu sepolto a Swansea, nella chiesa di St Mary; la tomba fu però distrutta durante la Seconda Guerra Mondiale.

## Galleria d'immagini

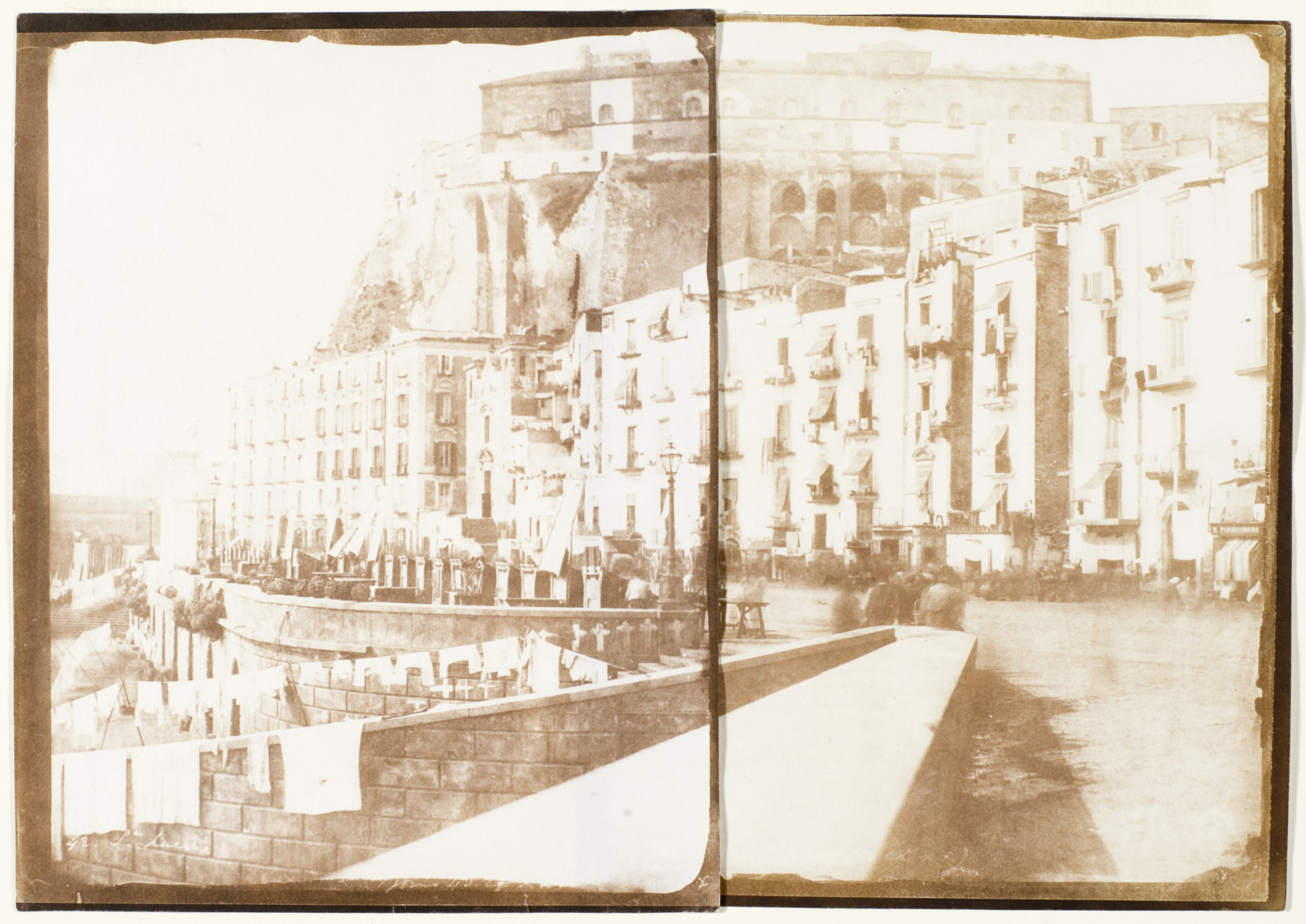
Panoramica di Santa Lucia, Napoli
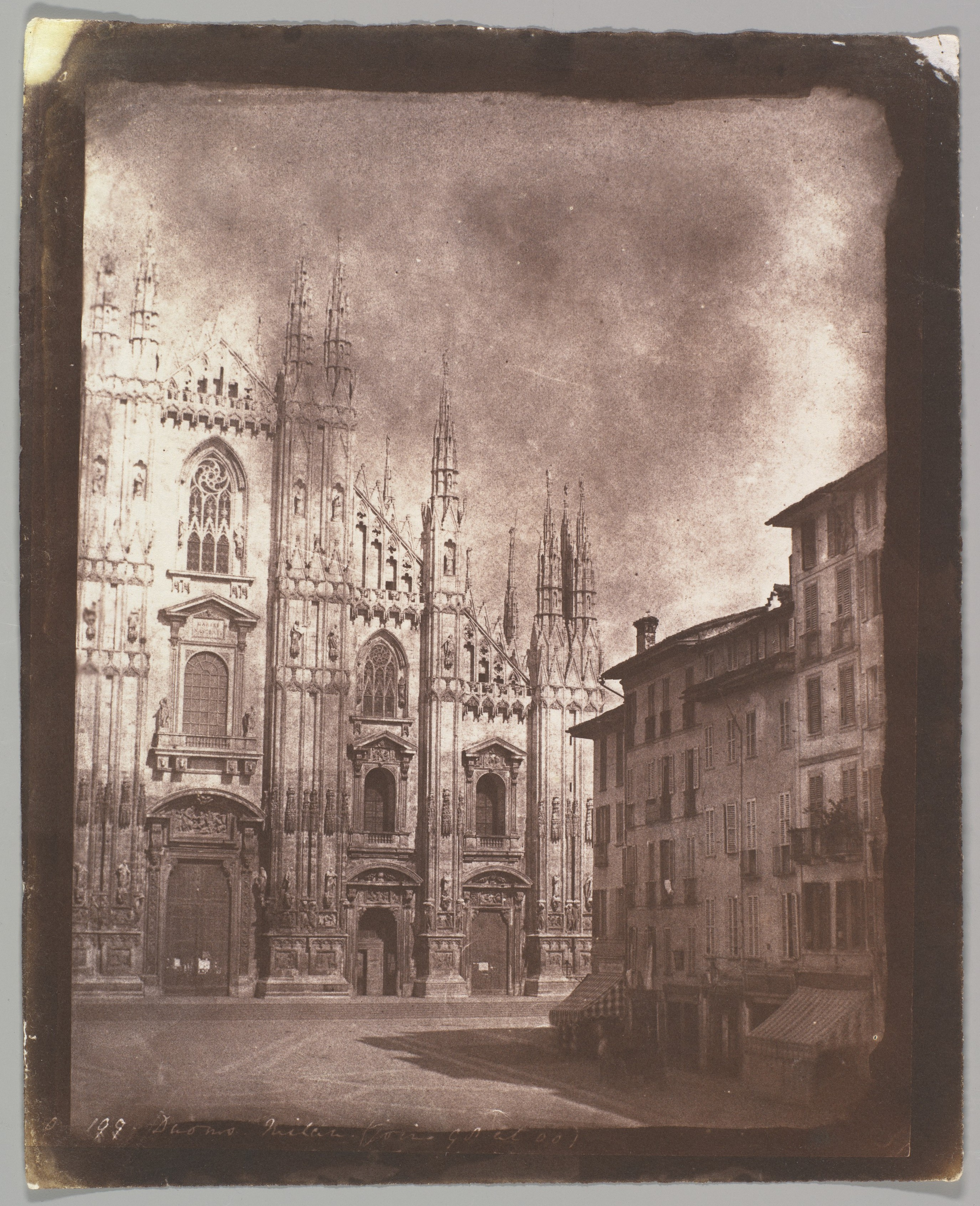
Duomo di Milano (1846)
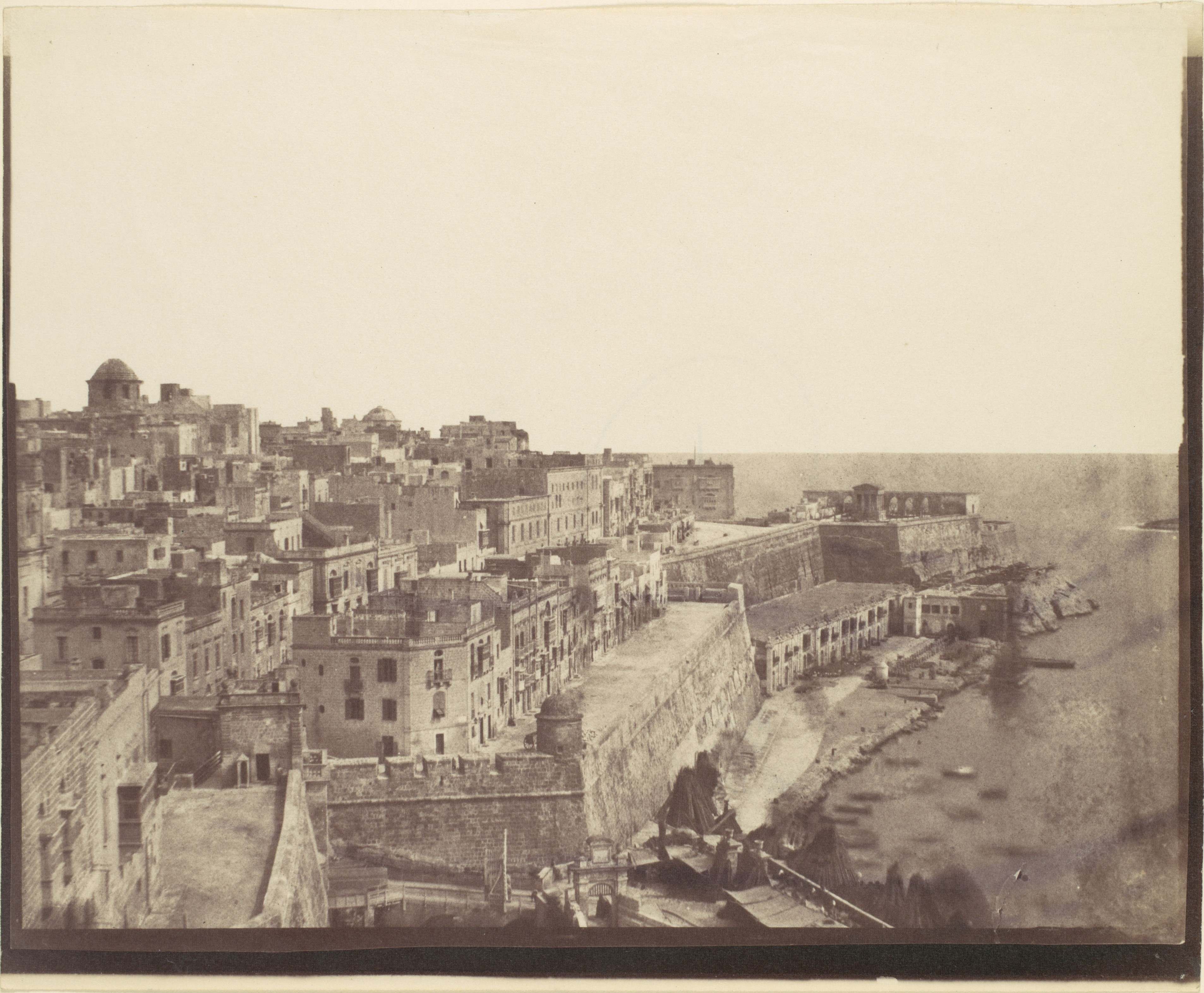
Porto, La Valletta, Malta (1850)